# Treno metropolitano

Logo

Als treno metropolitano (etwa Großstädtischer Zug, Abkürzung M) bezeichnet die italienische Eisenbahngesellschaft Trenitalia eine Zuggattung im Nahverkehr.
Die Zuggattung wurde mit dem Fahrplanänderung vom 23. Mai 1993 für die Züge der sogenannten „metropolitana FS“ von Neapel eingeführt.
2004 sah Trenitalia die Einstellung der Zuggattung vor und als Ersatz den treno suburbano. Die Planung wurde allerdings nicht fortgeführt.
2009 bis 2012 wurde die Zuggattung auch für die S-Bahn Cagliari benutzt.